# Шалетт-сюр-Луен
Шале́тт-сюр-Луе́н (фр. Châlette-sur-Loing) — муніципалітет у Франції, у регіоні Центр — Долина Луари, департамент Луаре. Населення — 12 728 осіб (01.01.2021).
Муніципалітет розташований на відстані близько 100 км на південь від Парижа, 65 км на схід від Орлеана.
Шалетт-сюр-Луен є побратимом Дніпровського району Києва. На його честь назва вулиця в Києві.

## Демографія
Динаміка населення (INSEE і Cassini ):
Розподіл населення за віком та статтю (2006):
| Стать | Всього | До 15 років | 15-24 | 25-44 | 45-64 | 65-85 | Понад 85 |
| --- | ------ | ----------- | ----- | ----- | ----- | ----- | -------- |
| Чоловіки | 6144   | 1243        | 738   | 1574  | 1488  | 987   | 114      |
| Жінки | 6875   | 1275        | 982   | 1525  | 1556  | 1323  | 214      |
| \| Статево-вікова піраміда \| Статево-вікова піраміда \| Статево-вікова піраміда \| \| ----------------------- \| ----------------------- \| ----------------------- \| \| Чоловіки \| Вік \| Жінки \| \| 114 \| 85 + \| 214 \| \| 168 \| 80-84 \| 268 \| \| 218 \| 75-79 \| 340 \| \| 317 \| 70-74 \| 387 \| \| 284 \| 65-69 \| 328 \| \| 387 \| 60-64 \| 303 \| \| 470 \| 55-59 \| 473 \| \| 311 \| 50-54 \| 420 \| \| 320 \| 45-49 \| 360 \| \| 367 \| 40-44 \| 328 \| \| 385 \| 35-39 \| 407 \| \| 420 \| 30-34 \| 439 \| \| 402 \| 25-29 \| 351 \| \| 342 \| 20-24 \| 477 \| \| 396 \| 15-20 \| 505 \| \| 423 \| 10-14 \| 440 \| \| 395 \| 5-9 \| 395 \| \| 425 \| 0-4 \| 440 \| |        |             |       |       |       |       |          |
| Статево-вікова піраміда |        |             |       |       |       |       |          |
| Чоловіки | Вік    | Жінки       |       |       |       |       |          |
| 114 | 85 +   | 214         |       |       |       |       |          |
| 168 | 80-84  | 268         |       |       |       |       |          |
| 218 | 75-79  | 340         |       |       |       |       |          |
| 317 | 70-74  | 387         |       |       |       |       |          |
| 284 | 65-69  | 328         |       |       |       |       |          |
| 387 | 60-64  | 303         |       |       |       |       |          |
| 470 | 55-59  | 473         |       |       |       |       |          |
| 311 | 50-54  | 420         |       |       |       |       |          |
| 320 | 45-49  | 360         |       |       |       |       |          |
| 367 | 40-44  | 328         |       |       |       |       |          |
| 385 | 35-39  | 407         |       |       |       |       |          |
| 420 | 30-34  | 439         |       |       |       |       |          |
| 402 | 25-29  | 351         |       |       |       |       |          |
| 342 | 20-24  | 477         |       |       |       |       |          |
| 396 | 15-20  | 505         |       |       |       |       |          |
| 423 | 10-14  | 440         |       |       |       |       |          |
| 395 | 5-9    | 395         |       |       |       |       |          |
| 425 | 0-4    | 440         |       |       |       |       |          |

## Економіка
2010 року серед 7886 осіб працездатного віку (15—64 років) 5199 були активними, 2687 — неактивними (показник активності 65,9%, у 1999 році було 68,2%). З 5199 активних мешканців працювало 4035 осіб (2254 чоловіки та 1781 жінка), безробітними було 1164 (590 чоловіків та 574 жінки). Серед 2687 неактивних 704 особи були учнями чи студентами, 808 — пенсіонерами, 1175 були неактивними з інших причин.

У 2010 році в муніципалітеті числилось 5344 оподатковані домогосподарства, у яких проживали 13363,5 особи, медіана доходів виносила 13 274 євро на одного особоспоживача

## Українська громада

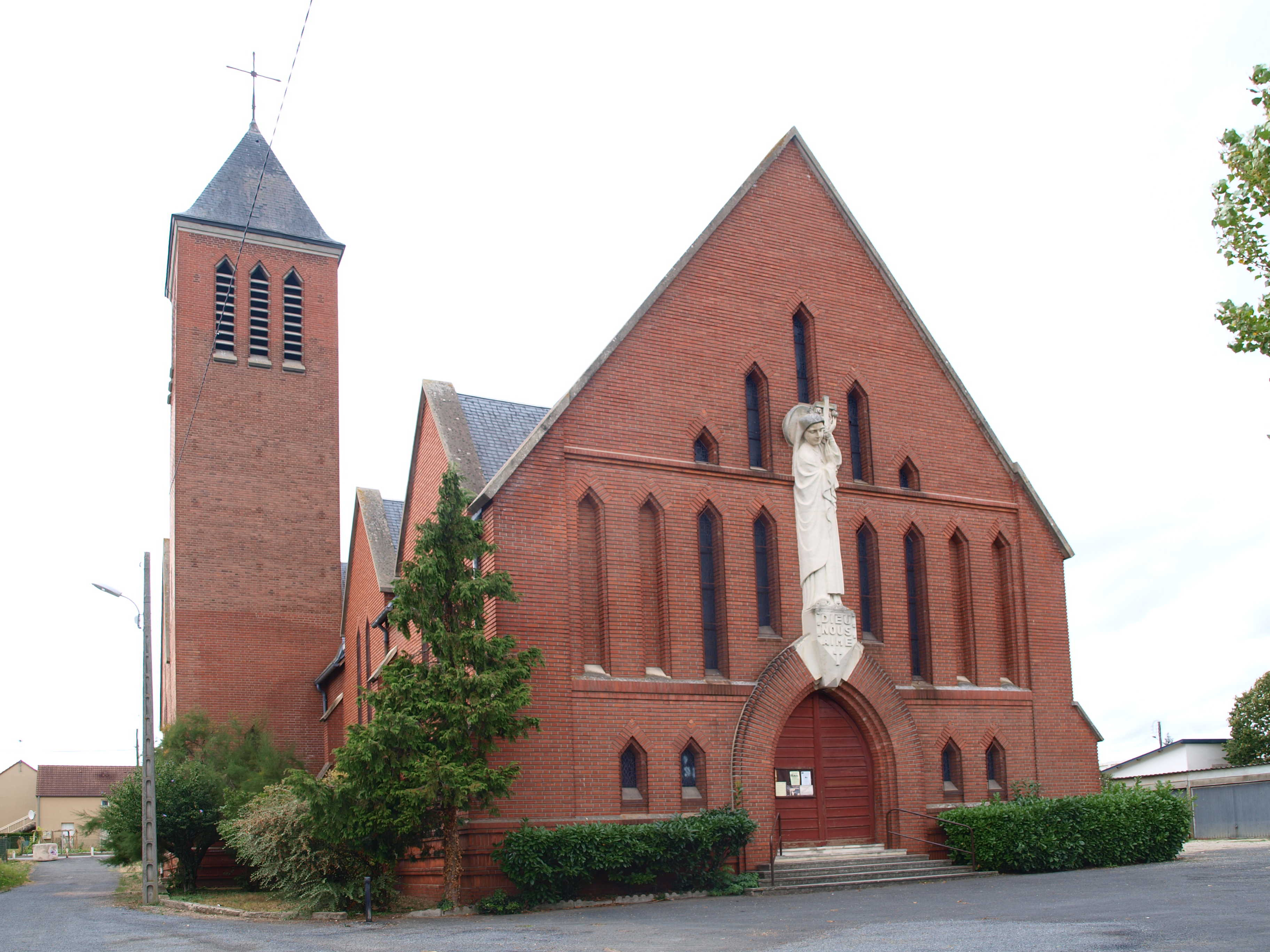
Châlette-sur-Loing (Loiret, France); quartier de Vésines; église Sainte-Thérèse

У місті, у кварталі Везін, знаходиться меморіальне кладовище українських вояків армії УНР. 
Адреса кладовища: 42 Rue du Château, 45200 Montargis, Château de Montargis.
1955 р. була збудована українська меморіальна церква імені Андрія Первозванного.
У 1990-ті роки на могилі був збудований пам'ятник (автор — архітектор Іван Самотос).